# L'enfer est pour les héros
Pour plus de détails, voir Fiche technique et Distribution.
L'enfer est pour les héros (Hell is for Heroes) est un film américain réalisé par Don Siegel en 1962.

## Synopsis
À l'automne 1944, dans les Ardennes, un groupe de G.I.s est envoyé en première ligne, face à un blockhaus allemand. Pendant quelques heures, en attendant des renforts, et avec seulement une douzaine d'hommes, le groupe a pour mission de faire croire à l'ennemi qu'ils sont très nombreux à tenir la position. Reese, un ex-sous-officier dégradé pour ivrognerie (Steve McQueen), n'obéit pas aux ordres et décide d'attaquer le blockhaus de nuit avec quelques GIs ; parmi eux Henshaw (James Coburn), qui perd la vie.
Lorsque les renforts arrivent, un officier supérieur apprend la désobéissance de Reese et lui promet la cour martiale.
Au petit matin, les soldats partent à l'assaut du blockhaus, qui est pris grâce au sacrifice de Reese.

## Fiche technique
- Titre français : L'enfer est pour les héros
- Titre original : Hell is for Heroes
- Réalisation : Don Siegel
- Scénario : Robert Pirosh & Richard Carr
- Producteur : Henry Blanke pour Paramount
- Musique : Leonard Rosenman
- Photo : Harold Lipstein
- Montage : Howard Smith
- Pays d'origine :  États-Unis
- Format : Noir et Blanc - 1,66:1 - Mono  - 35 mm
- Genre : guerre
- Durée : 86 minutes
- Dates de sortie : 
  -  États-Unis : 26 juin 1962
  -  France : mars 1963

## Distribution
- Steve McQueen (VF : Jacques Thébault) : le soldat John Reese
- Bobby Darin (VF : Michel Cogoni) : le soldat Dave Corby
- Fess Parker (VF : Jean-Claude Michel) : le sergent Bill Pike
- Harry Guardino (VF : Michel Gatineau) : le sergent Jim Larkin
- James Coburn (VF : Jean-Pierre Duclos) : le caporal Frank Henshaw
- Mike Kellin (VF : Henry Djanik) : le soldat Stan Kolinsky
- Bill Mullikin : le soldat Joe Cumberly
- Bob Newhart (VF : Michel Roux) : le soldat James E. Driscoll
- Nick Adams : Homer Janeczek
- Don Haggerty (VF : Claude Péran) : le capitaine Mace
- Joseph Hoover (en) (VF : Michel Gudin) : le capitaine Roger Loomis
- L.Q. Jones : le sergent d'approvisionnement Frazer
- Michèle Monteau (VF : Françoise Fechter) : Monique